# 国民党 (冰岛)

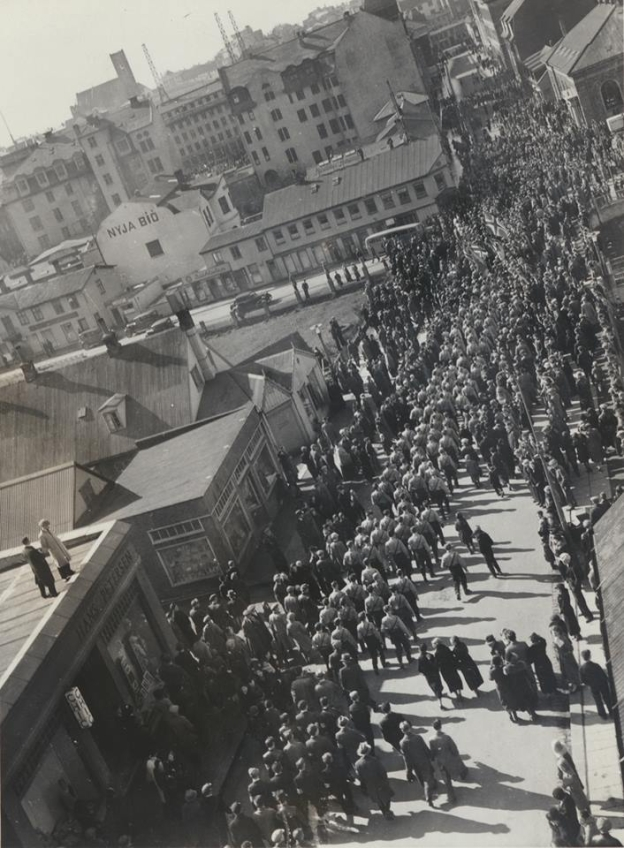
20世纪三十年代游行

国民党是冰岛的一个小政党，在二战前和二战期间支持有限形式的法西斯主义。1940年英國入侵冰島後，該黨被限制活動。1944年解散。